# Soprano dramàtica
En la classificació de les veus humanes, la soprano dramàtica és un tipus de soprano que es diferencia de les altres per posseir un timbre més ple, més ample i amb uns bons greus. La seva tessitura és menys aguda, encara que és capaç de cobrir-ne gairebé tres octaves. Posseeix uns greus més rics que la soprano lírica-spinto.
Exemples de soprano dramàtica són Birgit Nilsson, Jessye Norman.
Alguns personatges creats per a la veu de soprano dramàtica són:
- Ludwig van Beethoven, Fidelio: Leonora
- Giuseppe Verdi, Machbeth: Lady Macbeth
- Giuseppe Verdi, La forza del destino: Leonora
- Giacomo Puccini, Turandot: Turandot
- Richard Strauss, Elektra: Elektra
- Richard Wagner, Tristan und Isolde: Isolda
- Richard Wagner, Die Walküre: Brunilda